# 209-й стрелковый полк
209-й стрелковый полк — воинская часть СССР в Великой Отечественной войне стрелковый полк, действовавший в период с мая 1943 года по май 1945 года.
Полное название : 209-й стрелковый Зайсанский Краснознамённый ордена Суворова полк 162-й стрелковой дивизии.

## История полка
209-й Зайсанский стрелковый полк начал формироваться в октябре 1942 года в составе Среднеазиатской стрелковой дивизии войск НКВД на основании постановления Государственного Комитета Обороны от 14.10.1942 года о формировании Наркоматом внутренних дел СССР для РККА Отдельной армии войск НКВД СССР шестидивизионного состава и приказа НКВД СССР о начале формирования от 26.10.1942 года.  5 февраля 1943 года дивизия была переформирована в 162-ю стрелковую дивизию.
В составе дивизии в действующей армии с 15.02.1943 по 03.02.1944, с 11.02.1944 по 05.09.1944 и с 10.10.1944 по 09.05.1945

## Командование

### Командование 209-го стрелкового полка
Командиры полка
- с марта 1943 года по сентябрь 1943 года Тельвинов Георгий Андреевич[1]

## Отличившиеся воины полка
| Награда | Ф.И.О.                       | Должность                                | Звание          | Дата награждения | Примечания |
| ------- | ---------------------------- | ---------------------------------------- | --------------- | ---------------- | --- |
|         | Грабовляк, Григорий Петрович | Пулемётчик роты 209-го стрелкового полка | младший сержант | 08.09.1944       | Пулемётчик роты 209-го стрелкового полка 162-й стрелковой дивизии 13-й армии 1-го Украинского фронта младший сержант Грабовляк Григорий Петрович 18 июля 1944 года — 19 июля 1944 года в боях за село Пустельники (Радеховский район Львовская область, Украина) из станкового пулемёта неоднократно отражал контратаки противника, уничтожил более 20 гитлеровцев, подавил несколько огневых точек. 8 сентября 1944 награждён орденом Славы 3 степени (в составе 209-го полка был награждён 3-й степенью ордена Славы) |